# Stazione Birra
Stazione Birra è un album live di Nada, pubblicato nel 2008.

## Storia
L'album esce a conclusione del tour Luna in piena e racchiude un'ampia panoramica della carriera dell'artista, dai classici pop degli esordi (Ma che freddo fa e Il cuore è uno zingaro) alle hit degli anni Ottanta (Amore disperato e Ti stringerò), dall'omaggio a Piero Ciampi (Come faceva freddo) al rock d'autore più recente.
Contiene la reinterpretazione del brano Novembre, composto e suonato dalla band comasca Les Fleurs des Maladives e pubblicato nel loro album del 2007 Antinomìe EP.
Stazione Birra è il nome del disco-pub romano dove è stato registrato il concerto il 28 settembre 2008, ultima tappa del tour Luna in piena.
La tracklist comprende 16 brani, fra i quali 2 inediti (Stretta e Novembre), entrambi usciti come singoli.

## Tracce
1. Stretta – 3:37
2. Guardami negli occhi – 5:02
3. Luna in piena – 3:59
4. Amore disperato – 4:18
5. Ma che freddo fa – 3:06
6. Ti stringerò – 4:56
7. Senza un perché – 2:48
8. Il cuore è uno zingaro – 3:53
9. L'amore è fortissimo – 4:25
10. Chiedimi quello che vuoi – 4:32
11. Piangere o no – 4:14
12. Il sole è grosso – 4:06
13. Come faceva freddo – 4:48
14. Distese – 5:09
15. Tutto a posto – 5:18
16. Novembre – 4:19

## Musicisti
- Nada: voce
- Luca Rosi: basso
- Erik Montanari: chitarra
- Giulio Vetrone: chitarra
- Simone Filippi: batteria
- Lucio Fabbri: tastiera
- Stefano Brandoni: chitarra
- Stefano Cisotto: tastiera
- Antonio Petruzzelli: basso
- Roberto Gualdi: batteria
- Davide Noseda (Les Fleurs des Maladives): seconda voce e chitarre (su Novembre)
- Ugo Canitano (Les Fleurs des Maladives): basso (su Novembre)
- Stefano Binda (Les Fleurs des Maladives): batteria (su Novembre)

## Andamento nella classifica degli album italiana
| Posizione | 96 | 61 | - | 60 |